# Country-Musik 1991
Die Liste bietet eine Übersicht über das Jahr 1991 im Genre Country-Musik.

## Ereignisse
- 16. März: Bei einem Flugzeugabsturz in Kalifornien kommen sieben Mitglieder der Band von Reba McEntire sowie ihr Roadmanager ums Leben. McEntire flog von der Band getrennt und widmete ihren verstorbenen Musikern das Album For My Broken Heart.[1]
- 16. August: Holly Dunns Song Maybe I Mean Yes erntete Kritik, weil die Lyrics auf sogenanntes Date Rape hinweisen könnten. Dunn bat die Radiostationen daher ihren Song aus dem Programm zu nehmen.[2]
- 30. August: Dottie West wird bei einem Unfall auf dem Weg zur Grand Ole Opry schwer verletzt. Sie erliegt am 4. September ihren Verletzungen.[3][4]
- 28. September: Garth Brooks’ Album Ropin’ the Wind erreicht gleichzeitig Platz 1 der Billboard 200 und der Billboard Top Country Albums. Es wurde damit nach Mariah Careys Debütalbum Mariah Carey das zweiterfolgreichste Album des Musikjahres in den Vereinigten Staaten.
- 24. November: Die Fernsehsendung Hot Country Nights startet auf NBC.

## Top Hits des Jahres

### Jahresendcharts
Dies ist die Top 10 der Year-End-Charts, die vom Billboard-Magazin erhoben wurde.
1. I’ve Come to Expect It from You – George Strait
2. Forever's as Far as I'll Go – Alabama
3. The Thunder Rolls – Garth Brooks
4. In a Different Light – Doug Stone
5. Brother Jukebox – Mark Chesnutt
6. You Know Me Better Than That – George Strait
7. Down Home – Alabama
8. Unanswered Prayers – Garth Brooks
9. If I Know Me – George Strait

### Nummer-1-Hits
- 12. Januar – Unanswered Prayers – Garth Brooks
- 26. Januar – Forever's as Far as I'll Go – Alabama
- 2. Februar – Daddy's Come Around – Paul Overstreet
- 9. Februar – Brother Jukebox – Mark Chesnutt
- 23. Februar – Walk on Faith – Mike Reid
- 9. März – I'd Love You All Over Again – Alan Jackson
- 23. März – Loving Blind – Clint Black
- 6. April – Two of a Kind, Workin' on a Full House – Garth Brooks
- 13. April – Down Home – Alabama
- 4. Mai – Rockin' Years – Dolly Parton und Ricky Van Shelton
- 11. Mai – If I Know Me – George Strait
- 25. Mai – In a Different Light – Doug Stone
- 1. Juni – Meet in the Middle – Diamond Rio
- 15. Juni – If the Devil Danced (In Empty Pockets) – Joe Diffie
- 22. Juni – The Thunder Rolls – Garth Brooks
- 6. Juli – Don't Rock the Jukebox – Alan Jackson
- 27. Juli – I Am a Simple Man – Ricky Van Shelton
- 3. August – She's In Love With the Boy – Trisha Yearwood
- 17. August – You Know Me Better Than That – George Strait
- 7. September – Brand New Man – Brooks & Dunn
- 21. September – Leap of Faith – Lionel Cartwright
- 28. September – Where Are You Now – Clint Black
- 12. Oktober – Keep it Between the Lines – Ricky Van Shelton
- 26. Oktober – Anymore – Travis Tritt
- 9. November – Someday – Alan Jackson
- 16. November – Shameless – Garth Brooks
- 30. November – Forever Together – Randy Travis
- 7. Dezember – For My Broken Heart – Reba McEntire
- 21. Dezember – My Next Broken Heart – Brooks & Dunn

### Weitere Hits
Die Auswahl beschränkt sich auf Songs, die in den Country-Billboard-Charts in die Top 20 gekommen sind.
| US | Single                                    | Artist                             |
| -- | ----------------------------------------- | ---------------------------------- |
| 3  | Are You Lovin' Me Like I'm Lovin' You     | Ronnie Milsap                      |
| 14 | As Simple as That                         | Mike Reid                          |
| 5  | Ball and Chain                            | Paul Overstreet                    |
| 14 | Bing Bang Boom                            | Highway 101                        |
| 5  | Blame It on Texas                         | Mark Chesnutt                      |
| 2  | Brotherly Love                            | Keith Whitley & Earl Thomas Conley |
| 15 | Can I Count On You                        | McBride & the Ride                 |
| 3  | The Chill of an Early Fall                | George Strait                      |
| 3  | Come On Back                              | Carlene Carter                     |
| 5  | Don't Tell Me What to Do                  | Pam Tillis                         |
| 2  | Down at the Twist and Shout               | Mary Chapin Carpenter              |
| 2  | Down to My Last Teardrop                  | Tanya Tucker                       |
| 3  | Drift Off to Dream                        | Travis Tritt                       |
| 16 | Even Now                                  | Exile                              |
| 2  | Fallin' Out of Love                       | Reba McEntire                      |
| 8  | Fancy                                     | Reba McEntire                      |
| 15 | Feed Jake                                 | Pirates of the Mississippi         |
| 9  | A Few Good Things Remain                  | Kathy Mattea                       |
| 13 | For Crying Out Loud                       | Davis Daniel                       |
| 19 | Heart of Full Love                        | Holly Dunn                         |
| 2  | Here We Are                               | Alabama                            |
| 2  | Here's a Quarter (Call Someone Who Cares) | Travis Tritt                       |
| 4  | Heroes                                    | Paul Overstreet                    |
| 3  | Heroes and Friends                        | Randy Travis                       |
| 12 | Hopelessly Yours                          | Lee Greenwood & Suzy Bogguss       |
| 3  | Hurt Me Bad (In a Real Good Way)          | Patty Loveless                     |
| 3  | I Couldn't See You Leavin‘                | Conway Twitty                      |
| 7  | I Got You                                 | Shenandoah                         |
| 4  | I Thought It Was You                      | Doug Stone                         |
| 5  | I'm That Kind of Girl                     | Patty Loveless                     |
| 2  | If You Want Me To                         | Joe Diffie                         |
| 10 | Is It Raining at Your House               | Vern Gosdin                        |
| 6  | It Won't Be Me                            | Tanya Tucker                       |
| 18 | Let Her Go                                | Mark Collie                        |
| 4  | Life's Little Ups and Downs               | Ricky Van Shelton                  |
| 4  | Like We Never Had a Broken Heart          | Trisha Yearwood                    |
| 8  | Little Things                             | Marty Stuart                       |
| 7  | Liza Jane                                 | Vince Gill                         |
| 16 | Long Lost Friend                          | Restless Heart                     |
| 7  | Lord Have Mercy on a Country Boy          | Don Williams                       |
| 5  | Love Can Build a Bridge                   | The Judds                          |
| 12 | Love Will Bring Her Around                | Rob Crosby                         |
| 6  | Lucky Moon                                | The Oak Ridge Boys                 |
| 8  | Men                                       | The Forester Sisters               |
| 3  | Mirror, Mirror                            | Diamond Rio                        |
| 9  | The Moon Over Georgia                     | Shenandoah                         |
| 2  | New Way (To Light Up an Old Flame)        | Joe Diffie                         |
| 15 | Nothing's Changed Here                    | Dwight Yoakam                      |
| 17 | Now That We're Alone                      | Rodney Crowell                     |
| 12 | Oh What It Did to Me                      | Tanya Tucker                       |
| 6  | One Hundred and Two                       | The Judds                          |
| 7  | One More Payment                          | Clint Black                        |
| 6  | One of Those Things                       | Pam Tillis                         |
| 3  | Only Here for a Little While              | Billy Dean                         |
| 9  | A Picture of Me (Without You)             | Lorrie Morgan                      |
| 7  | Pocket Full of Gold                       | Vince Gill                         |
| 3  | Point of Light                            | Randy Travis                       |
| 11 | Put Yourself in My Place                  | Pam Tillis                         |
| 15 | Right Now                                 | Mary Chapin Carpenter              |
| 3  | Rodeo                                     | Garth Brooks                       |
| 3  | Rumor Has It                              | Reba McEntire                      |
| 8  | Shadow of a Doubt                         | Earl Thomas Conley                 |
| 15 | She's a Natural                           | Rob Crosby                         |
| 15 | Silver and Gold                           | Dolly Parton                       |
| 6  | Since I Don't Have You                    | Ronnie Milsap                      |
| 2  | Small Town Saturday Night                 | Hal Ketchum                        |
| 8  | Some Guys Have All the Love               | Little Texas                       |
| 12 | Someday Soon                              | Suzy Bogguss                       |
| 3  | Somewhere in My Broken Heart              | Billy Dean                         |
| 20 | Still Burnin' for You                     | Rob Crosby                         |
| 5  | Tempted                                   | Marty Stuart                       |
| 4  | Then Again                                | Alabama                            |
| 17 | There for Awhile                          | Steve Wariner                      |
| 5  | These Lips Don't Know How to Say Goodbye  | Doug Stone                         |
| 12 | Till I Found You                          | Marty Stuart                       |
| 17 | Till You Were Gone                        | Mike Reid                          |
| 7  | Time Passes By                            | Kathy Mattea                       |
| 18 | Treat Me Like a Stranger                  | Baillie & the Boys                 |
| 4  | True Love                                 | Don Williams                       |
| 11 | Turn It On, Turn It Up, Turn Me Loose     | Dwight Yoakam                      |
| 2  | The Walk                                  | Sawyer Brown                       |
| 3  | We Both Walk                              | Lorrie Morgan                      |
| 14 | We've Got It Made                         | Lee Greenwood                      |
| 10 | What a Way to Go                          | Ray Kennedy                        |
| 18 | Whole Lotta Holes                         | Kathy Mattea                       |
| 4  | You Don't Count the Cost                  | Billy Dean                         |
| 16 | You Win Again                             | Mary Chapin Carpenter              |
| 5  | You're the One                            | Dwight Yoakam                      |
| 6  | You've Got to Stand for Something         | Aaron Tippin                       |
| 3  | Your Love Is a Miracle                    | Mark Chesnutt                      |

### Deutschsprachige Singleveröffentlichungen
- Country Christmas – Jonny Hill
- Oh Winnetou, Oh Winnetou – Truck Stop
- Winterzeit – Country Rose[7]

## Alben

### Jahres-End-Charts
Dies ist die Top 10 der Year-End-Charts, die vom Billboard-Magazin erhoben wurde.
1. No Fences – Garth Brooks
2. Garth Brooks – Garth Brooks
3. Put Yourself in My Shoes – Clint Black
4. Rumor Has It: 30th Anniversary Edition – Reba McEntire
5. Here in the Real World – Alan Jackson
6. Killin’ Time – Clint Black
7. Love Can Build a Bridge – The Judds
8. When I CallYour Name – Vince Gill
9. Country Club – Travis Tritt

### Nummer-1-Alben
- 29. Dezember 1990 – Put Yourself in My Shoes – Clint Black
- 9. Februar – No Fences – Garth Brooks
- 18. Mai – Eagle When She Flies – Dolly Parton
- 25. Mai – No Fences – Garth Brooks
- 28. September – Ropin’the Wind – Garth Brooks

### Weitere Alben
Die Auswahl beschränkt sich auf Alben, die in den Country-Billboard-Charts in die Top 20 gekommen sind.
| US | Album                     | Artist                   | Record Label      |
| -- | ------------------------- | ------------------------ | ----------------- |
| 15 | Aces                      | Suzy Bogguss             | Liberty           |
| 7  | All I Can Be              | Collin Raye              | Epic              |
| 3  | Backroads                 | Ricky Van Shelton        | Columbia          |
| 3  | Brand New Man             | Brooks & Dunn            | Arista Nashville  |
| 4  | Chill of an Early Fall    | George Strait            | MCA Nashville     |
| 13 | Diamond Rio               | Diamond Rio              | Arista Nashville  |
| 17 | Don't Go Near the Water   | Sammy Kershaw            | Mercury/PolyGram  |
| 2  | Don't Rock the Jukebox    | Alan Jackson             | Arista Nashville  |
| 3  | Electric Barnyard         | The Kentucky Headhunters | Mercury/PolyGram  |
| 3  | For My Broken Heart       | Reba McEntire            | MCA Nashville     |
| 10 | Greatest Hits Vol. II     | Alabama                  | RCA Nashville     |
| 7  | Greatest Hits Volume Two  | The Judds                | RCA/Curb          |
| 17 | Heroes                    | Paul Overstreet          | RCA Nashville     |
| 3  | High Lonesome             | Randy Travis             | Warner Bros.      |
| 12 | I Thought It Was You      | Doug Stone               | Epic              |
| 2  | It's All About to Change  | Travis Tritt             | Warner Bros.      |
| 25 | Milestones: Greatest Hits | Holly Dunn               | Warner Bros.      |
| 6  | Past the Point of Rescue  | Hal Ketchum              | Curb              |
| 5  | Pocket Full of Gold       | Vince Gill               | MCA Nashville     |
| 8  | Pure Hank                 | Hank Williams, Jr.       | Curb/Warner Bros. |
| 10 | Put Yourself in My Place  | Pam Tillis               | Arista Nashville  |
| 8  | Something in Red          | Lorrie Morgan            | RCA Nashville     |
| 10 | Sticks and Stones         | Tracy Lawrence           | Atlantic          |
| 16 | Talkin' 'Bout Men         | The Forester Sisters     | Warner Bros.      |
| 20 | Tempted                   | Marty Stuart             | MCA Nashville     |
| 7  | Ten Strait Hits           | George Strait            | MCA Nashville     |
| 9  | Time Passes By            | Kathy Mattea             | Mercury/PolyGram  |
| 17 | Tribute                   | Roy Rogers               | RCA Nashville     |
| 2  | Trisha Yearwood           | Trisha Yearwood          | MCA Nashville     |
| 6  | What Do I Do with Me      | Tanya Tucker             | Capitol Nashville |

### Deutschsprachige Albumveröffentlichungen
- Alles Bingo – Truck Stop
- Aus'm Leben – Tennessee[9]
- Endloser Sommer – Western Union
- Die Goldene 1 Country-Hits Made In Germany – Various Artists
- Guten Morgen Deutschland – Tom Astor (Kompilation)
- Ich bin für die Liebe – Jonny Hill
- Die Ranchers – Die Ranchers[10]
- Sammy's Saloon – Sammy's Saloon[11]
- Voll aus dem Leben – Tom Astor
- Weihnachten im Wilden Westen – Truck Stop
- Wieder mal auf Tournee – Jonny Hill (Kompilation)

## Geboren
- 9. September: Hunter Hayes
- 21. September: Ingrid Andress
- 27. Dezember: Shay Mooney

## Gestorben
- 24. Februar: Webb Pierce (69)
- 16. März: Reba McEntires Band: Chris Austin (27), Paula Evans, Terry Jackson, Kirk Cappelo, Michael Thomas, Anthony Saputo und Joey Cigianero sowie ihr Tourmanager Jim Hammon[12]
- 4. September – Dottie West (58)
- 17. Oktober – Tennessee Ernie Ford (72)

## Neue Mitglieder der Hall of Fames

### International Bluegrass Music Hall of Fame
- Flatt and Scruggs
  - Lester Flatt
  - Earl Scruggs
- Bill Monroe

### Country Music Hall of Fame
- Boudleaux & Felice Bryant
  - Boudleaux Bryant
  - Felice Scaduto Bryant

### Canadian Country Music Hall of Fame
- Rhythm Pals
- A. Hugh Joseph

### Nashville Songwriters Hall of Fame
- Charlie Black
- Sonny Curtis

## Die bedeutendsten Auszeichnungen

### Grammy Awards
- Best Female Country Vocal Performance – Kathy Mattea – Where've You Been
- Best Male Country Vocal Performance – Vince Gill – When I Call Your Name
- Best Country Performance By A Duo Or Group – Kentucky Headhunters – Pickin' On Nashville
- Best Country Collaboration With Vocals – Chet Atkins & Mark Knopfler – Poor Boy Blues
- Best Country Instrumental Performance – Chet Atkins & Mark Knopfler – So Soft, Your Goodbye
- Grammy Award for Best Bluegrass Recording – Alison Krauss – I've Got That Old Feeling
- Best Country Song – Don Henry & Jon Vesner – Where've You Been, Kathy Mattea[13]

### Juno Awards
- Country Male Vocalist of the Year – George Fox
- Country Female Vocalist of the Year – Cassandra Vasik
- Country Group or Duo of the Year – Prairie Oyster

### Academy of Country Music Awards
- Entertainer Of The Year – Garth Brooks
- Song Of The Year – The Dance – Garth Brooks – Tony Arata
- Single Of The Year – Friends In Low Places – Garth Brooks
- Album Of The Year – No Fences – Garth Brooks
- Top Male Vocalist – Garth Brooks
- Top Female Vocalist – Reba McEntire
- Top Vocal Duo – The Judds
- Top Vocal Group – Shenandoah
- Top New Male Vocalist – Alan Jackson
- Top New Female Vocalist – Shelby Lynne
- Top New Vocal Duo Or Group – Pirates of the Mississippi
- Video Of The Year – The Dance – Garth Brooks

### Country Music Association Awards
- Entertainer of the Year – Garth Brooks
- Song Of The Year – When I Call Your Name – Vince Gill / Tim DuBois
- Single Of The Year – Friends In Low Places – Garth Brooks
- Album Of The Year – No Fences – Garth Brooks
- Male Vocalist Of The Year – Vince Gill
- Female Vocalist Of The Year – Tanya Tucker
- Vocal Duo Of The Year – The Judds
- Vocal Group Of The Year – Kentucky HeadHunters
- Musician Of The Year – Mark O’Connor
- Horizon Award – Travis Tritt
- Vocal Event Of The Year – Mark O’Connor & The New Nashville Cats
- Music Video Of The Year – The Thunder Rolls – Garth Brooks

### American Music Awards
- Favorite Country Male Artist – George Strait
- Favorite Country Female Artist – Reba McEntire
- Favorite Country Band/Duo/Group – Alabama
- Favorite Country Album – Reba Live – Reba McEntire
- Favorite Country Song – If Tomorrow Never Comes – Garth Brooks
- Favorite Country New Artist – Kentucky Headhunters

### ARIA Awards
- Best Country Album – Hand It Down (James Blundell)

### Billboard Music Awards
- Top Country Artist – Garth Brooks
- Top Country Album –  No Fences – Garth Brooks